# Былка
Былка (укр. Билка) (до 1920 г. — Былка, с 1920 по 1965 г. — Будёновка, с 1965 по 2016 г. — Черво́ное) — село в Коропском районе Черниговской области Украины. Население — 1059 человек. Занимает площадь 4,726 км².
Код КОАТУУ: 7422289001. Почтовый индекс: 16252. Телефонный код: +380 4656.

## Власть
Орган местного самоуправления — Червоненский сельский совет. Почтовый адрес: 16252, Черниговская обл., Коропский р-н, с. Червоное.